# Fresno de Torote
Fresno de Torote är en kommun i Spanien. Den ligger i den autonoma regionen Madrid, i den centrala delen av landet, 30 km nordost om huvudstaden Madrid. Antalet invånare är 2 548 (2024).